# Hommelvik
Hommelvik är en tätort och kyrkby som utgör centralort i Malviks kommun i Trøndelag fylke i mellersta Norge. Orten ligger vid älven Homlas utlopp på södra sidan av Stjørdalsfjorden, cirka 25 kilometer öster om centrala Trondheim.
Den socialdemokratiske politikern Johan Nygaardsvold (1879-1952) var född i Hommelvik.
Som centralort i Malvik kommun har orten en brandstation och polisstation, samt kommuncenter. Dessutom ges lokaltidningen Malvik-Bladet ut här, och orten har även en lokalradiostation, Radiovika. 

## Historia
Hommelvik var tidigare ett tydligt exempel på en ensidig industriort då merparten av befolkningen arbetade på den lokala trälastfirman, som lades ner vid millennieskiftet. Till minne av alla de som arbetade på det lokala företaget har man vid kommunhuset rest en staty, Plankberar'n.  
Under 1990-talet förändrades hela Hommelvik centrum då man lade till rondeller, lyktstolpar med gammaldags utseende och vissa kullerstensgator. Det gjordes för att man vill framhäva ortens estetiska uttryck. 
19 november 1940 kl. 08.03 kolliderande två tåg vid Nygården i Hommelvik. Olyckan som skulle bli en av Norges största ledde till att 22 passagerare dog, och ytterligare 45 skadades. 90 meter järnvägsspår revs upp. 

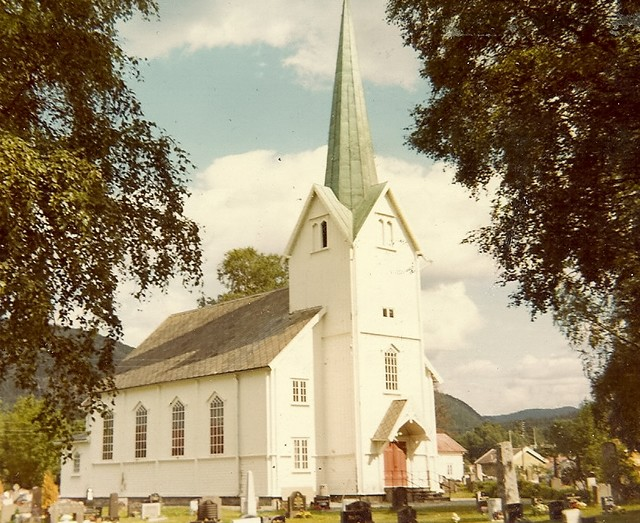
Hommelviks kyrka.